# Лесков, Николай Семёнович
Никола́й Семёнович Леско́в (4 [16] февраля 1831, село Горохово, Орловская губерния
 — 21 февраля [5 марта] 1895, Санкт-Петербург) — русский писатель, публицист, литературный критик. Долгое время публиковался под псевдонимом М. Стебни́цкий.
В лесковской прозе отразились традиции как духовенства (житийные мотивы, церковная книжность), так и мещанства (авантюрные сюжеты, лубочная культура). Часто работая в технике сказа, придавал большое значение нюансам интонации, установке на непридуманность рассказанного, избегал простановки однозначных оценок. В своих произведениях создал обширную галерею праведников из народа. Склонность Лескова к неожиданным развязкам (пуантам) ярко проявилась в святочных рассказах (см. цикл «Святочные рассказы») и новеллах-анекдотах.

## Биография
Николай Семёнович Лесков родился 4 [16] февраля 1831 года в селе Горохово Орловского уезда (ныне — село Старое Горохово Свердловский район Орловской области). Отец писателя, Семён Дмитриевич Лесков (1789—1848), выходец из духовной среды, по словам Николая Семёновича, был «…большой, замечательный умник и дремучий семинарист». Порвав с духовной средой, он поступил на службу в Орловскую уголовную палату, где дослужился до чинов, дававших право на потомственное дворянство, и, по свидетельству современников, приобрёл репутацию проницательного следователя, способного распутывать сложные дела.
Мать, Марья Петровна Лескова (урождённая Алферьева, 1813—1886), была дочерью обедневшего московского дворянина. Одна из её сестёр, Наталья Петровна Константинова (Алферьева), была замужем за состоятельным орловским помещиком, другая, Александра Петровна Шкотт (Алферьева) — за богатым англичанином; её брат Сергей Петрович Алферьев был известным медиком, профессором Киевского университета. Младший брат писателя Алексей (1837—1909) также пошёл по медицинской стезе, став доктором медицинских наук.

### Детство
Раннее детство Н. С. Лескова прошло в Орле. После 1839 года, когда отец покинул службу (из-за ссоры с начальством, чем, по словам Лескова, навлёк на себя гнев губернатора), семья: супруга, трое сыновей и две дочери — переехала в село Панино (Панин хутор) неподалёку от города Кромы. Здесь, как вспоминал будущий писатель, и началось его познание народа.
Рассказ «Юдоль» основан на собственных его воспоминаниях о голоде в России в 1840 году.
В августе 1841 года в десятилетнем возрасте Лесков поступил в первый класс Орловской губернской гимназии, где учился плохо: через пять лет он получил свидетельство об окончании лишь двух классов. Проводя аналогию с Н. А. Некрасовым, литературовед Б. Я. Бухштаб предполагает: «В обоих случаях, очевидно, действовали — с одной стороны, безнадзорность, с другой — отвращение к зубрёжке, к рутине и мертвечине тогдашних казённых учебных заведений при жадном интересе к жизни и ярком темпераменте». 

### Ранние годы
В июне 1847 года Лесков поступил на службу в Орловскую палату уголовного суда, где до 1839 года работал его отец, на должность канцелярского служителя (2-го разряда — с 30 июня 1847 года, 1-го разряда — с 28 июля 1848 года). В июле 1848 года в селе Панине от холеры умер отец Лескова. В конце сентября 1848 года Н. С. Лесков получил должность помощника столоначальника Орловской палаты уголовного суда. Прослужив там год, 7 сентября 1849 года получает двухмесячный отпуск и уезжает в Киев, где уже 28 сентября подаёт прошение о переводе на службу в штат Киевской казённой палаты. «Перемещен в штат Киевской казённой палаты» 31 декабря 1849 года. В Киеве жил у своего дяди С. П. Алферьева. Служил в Киевской казённой палате помощником столоначальника по рекрутскому столу ревизского отделения с 24 февраля 1850 года. Произведён в коллежские регистраторы 11 июня 1853 года, а 9 октября 1853 года определён столоначальником Киевской казённой палаты, прослужив на этой должности до сентября 1857 года. В июле 1856 года произведён в губернские секретари.
В Киеве (в 1850—1857 годах) Лесков посещал вольнослушателем лекции в университете, изучал польский язык, увлёкся иконописью, принимал участие в религиозно-философском студенческом кружке, общался с паломниками, старообрядцами, сектантами. Отмечалось, что значительное влияние на мировоззрение будущего писателя оказал экономист Д. П. Журавский, поборник отмены крепостного права.
В 1857 году Лесков уволился со службы и начал работать в компании мужа своей тётки А. Я. Шкотта (Скотта) «Шкотт и Вилькенс». В предприятии, которое, по его словам, пыталось «эксплуатировать всё, к чему край представлял какие-либо удобства», Лесков приобрёл огромный практический опыт и знания в многочисленных областях промышленности и сельского хозяйства. При этом по делам фирмы Лесков постоянно отправлялся в «странствования по России», что также способствовало его знакомству с языком и бытом разных областей страны. «…Это самые лучшие годы моей жизни, когда я много видел и жил легко», — позже вспоминал Н. С. Лесков.

Я… думаю, что я знаю русского человека в самую его глубь, и не ставлю себе этого ни в какую заслугу. Я не изучал народа по разговорам с петербургскими извозчиками, а я вырос в народе, на гостомельском выгоне, с казанком в руке, я спал с ним на росистой траве ночного, под тёплым овчинным тулупом, да на замашной панинской толчее за кругами пыльных замашек…— Стебницкий (Н. С. Лесков). «Русское общество в Париже»
В этот период (до 1860 года) жил с семьёй в селе Николо-Райском Городищенского уезда Пензенской губернии и в Пензе. Здесь он впервые взялся за перо. В 1859 году, когда по Пензенской губернии, как и по всей России, прокатилась волна «питейных бунтов», Лесков написал «Очерки винокуренной промышленности (Пензенская губерния)», которые были опубликованы в «Отечественных записках» (1861, № 4). Эта работа — не только о винокуренном производстве, но и о земледелии, которое, по словам Лескова, в губернии «далеко не в цветущем состоянии», а крестьянское скотоводство — «в совершенном упадке». Он полагал, что винокурение мешает развитию сельского хозяйства губернии, «состояние которого безотрадно в настоящем и не может обещать ничего хорошего в будущем…».
Некоторое время спустя, однако, торговый дом прекратил своё существование, и Лесков летом 1860 года вернулся в Киев, где занялся журналистикой и литературной деятельностью. Через полгода он переехал в Петербург, остановившись у И. В. Вернадского.

### Литературная карьера
Лесков начал печататься сравнительно поздно — на двадцать шестом году жизни, поместив несколько заметок в газете «Санкт-Петербургские ведомости» (1859—1863), несколько статей — в киевских изданиях «Современная медицина», который издавал А. П. Вальтер (статья «О рабочем классе», несколько заметок о врачах) и «Указатель экономический». Статьи Лескова, обличавшие коррупцию полицейских врачей, привели к конфликту с сослуживцами: в результате организованной ими провокации Лесков, проводивший служебное расследование,   был обвинен во взяточничестве и вынужден был оставить службу.
В начале своей литературной карьеры Н. С. Лесков сотрудничал со многими петербургскими газетами и журналами, более всего печатаясь в «Отечественных записках» (где ему покровительствовал знакомый орловский публицист С. С. Громеко), в «туда сюда» и «Северной пчеле». В 1861 г. в «Отечественных записках» были напечатаны «Очерки винокуренной промышленности (Пензенская губерния)»., которые сам Лесков называл своей первой работой, первой крупной публикацией. Летом того же года он ненадолго переехал в Москву, вернувшись в Петербург в декабре.

#### Псевдонимы Н. С. Лескова
В начале творческой деятельности Лесков писал под псевдонимом М. Стебни́цкий. Псевдонимная подпись «Стебницкий» впервые появилась 25 марта 1862 года под первой беллетристической работой — «Погасшее дело» (позже — «Засуха»). Держалась она до 14 августа 1869 года. Временами проскальзывали подписи «М. С.», «С.», и, наконец, в 1872 году «Л. С.», «П. Лесков-Стебницкий» и «М. Лесков-Стебницкий». Среди других условных подписей и псевдонимов, использовавшихся Лесковым, известны: «Фрейшиц», «В. Пересветов», «Николай Понукалов», «Николай Горохов», «Кто-то», «Дм. М-ев», «Н.», «Член», «Псаломщик», «Свящ. П. Касторский», «Дивьянк», «М. П.», «Б. Протозанов», «Николай — — ов», «Н. Л.», «Н. Л. — — в», «Любитель старины», «Проезжий», «Любитель часов», «N. L.», «Л.».

#### Статья о пожарах
В статье по поводу пожаров в газете «Северная пчела» от 30 мая 1862 года, о которых распространялись слухи как о поджогах, осуществляемых революционно настроенными студентами и поляками, писатель упомянул об этих слухах и потребовал от властей их подтвердить или опровергнуть, что было воспринято демократической публикой как донос. Кроме того, критика действий административной власти, выраженная пожеланием, «чтобы присылаемые команды являлись на пожары для действительной помощи, а не для стояния» — вызвала гнев самого императора. Прочитав эти строки, Александр II написал: «Не следовало пропускать, тем более, что это ложь».
Вследствие этого Лесков был отправлен редакцией «Северной пчелы» в длительную командировку. Он объехал западные провинции империи, побывал в Динабурге, Вильне, Гродно, Пинске, Львове, Праге, Кракове, а в конце командировки и в Париже. В 1863 году он вернулся в Россию и опубликовал серию публицистических очерков и писем, в частности, «Из одного дорожного дневника», «Русское общество в Париже».

#### «Некуда»
С начала 1862 года Н. С. Лесков стал постоянным сотрудником газеты «Северная пчела», где начал писать как передовые статьи, так и очерки, нередко на бытовые, этнографические темы, но также — критические статьи, направленные, в частности, против «вульгарного материализма» и нигилизма. Высокую оценку его деятельность получила на страницах тогдашнего «Современника».
Писательская карьера Н. С. Лескова началась в 1863 году, когда вышли его первые повести «Житие одной бабы» и «Овцебык» (1863—1864). Тогда же в журнале «Библиотека для чтения» начал печататься роман «Некуда» (1864). «Роман этот носит все знаки поспешности и неумелости моей», — позже признавал сам писатель
«Некуда», сатирически изображавший быт нигилистической коммуны, которому противопоставлялись трудолюбие русского народа и христианские семейные ценности, вызвал неудовольствие радикалов. Было отмечено, что у большинства изображённых Лесковым «нигилистов» были узнаваемые прототипы (в образе главы коммуны Белоярцеве угадывался литератор В. А. Слепцов).
Именно этот первый роман — в политическом отношении радикальный дебют — на многие годы предопределил особое место Лескова в литературном сообществе, которое, в большинстве своём, склонно было приписывать ему «реакционные», антидемократические взгляды. Ходили слухи, согласно которым роман был написан «по заказу» Третьего отделения. Это «гнусное оклеветание», по словам писателя, испортило всю его творческую жизнь, на многие годы лишив возможности печататься в популярных журналах. Это и предопределило его сближение с М. Н. Катковым, издателем «Русского вестника».

#### Первые повести
В 1863 году в журнале «Библиотека для чтения» была напечатана повесть «Житие одной бабы» (1863). При жизни писателя произведение не переиздавалось и вышло затем лишь в 1924 году в изменённом виде под заголовком «Амур в лапоточках. Крестьянский роман» (издательство «Время», под редакцией П. В. Быкова). Последний утверждал, что Лесков сам подарил ему новую версию собственного произведения — в благодарность за составленную им в 1889 году библиографию сочинений. Относительно этой версии существовали сомнения: известно, что Н. С. Лесков уже в предисловии к первому тому сборника «Повести, очерки и рассказы М. Стебницкого» обещал во втором томе напечатать «опыт крестьянского романа» — «Амур в лапоточках», но тогда обещанной публикации не последовало.
В те же годы вышли «Леди Макбет Мценского уезда» (1864) и «Воительница» (1866) — повести трагического колорита, в которых автор вывел яркие женские образы разных сословий. Современной критикой практически оставленные без внимания, впоследствии они получили высочайшие оценки специалистов. Именно в первых повестях проявился индивидуальный юмор Лескова, впервые стал складываться его уникальный стиль, разновидность сказа, родоначальником которого — наряду с Гоголем — он впоследствии стал считаться. Элементы прославившего Лескова литературного стиля есть и в повести «Котин Доилец и Платонида» (1867).
Примерно в это время Н. С. Лесков дебютировал и как драматург. В 1867 году Александринский театр поставил его пьесу «Расточитель», драму из купеческой жизни, после которой Лесков в очередной раз был обвинён критикой в «пессимизме и антиобщественных тенденциях». Из других крупных произведений Лескова 1860-х годов критики отмечали повесть «Обойденные» (1865), полемизировавшую с романом Н. Г. Чернышевского «Что делать?», и «Островитяне» (1866) — нравоописательную повесть о немцах, проживающих на Васильевском острове.

#### «На ножах»
В 1870 году Н. С. Лесков опубликовал роман «На ножах», в котором продолжил зло высмеивать нигилистов, представителей складывавшегося в те годы в России революционного движения, в представлении писателя сраставшегося с уголовщиной. Сам Лесков был недоволен романом, впоследствии называя его своим наихудшим произведением. Кроме того, неприятный осадок у писателя оставили и постоянные споры с М. Н. Катковым, который раз за разом требовал переделывать и редактировать законченный вариант. «В этом издании чисто литературные интересы умалялись, уничтожались и приспосабливались на послуги интересам, не имеющим ничего общего ни с какою литературой», — писал Н. С. Лесков.
Некоторые современники (в частности, Достоевский) отметили запутанность авантюрного сюжета романа, натянутость и неправдоподобность описанных в нём событий. После этого к жанру романа в чистом виде Н. С. Лесков больше не возвращался.

#### «Соборяне»
Роман «На ножах» явился поворотным пунктом в творчестве писателя. Как отмечал Максим Горький, «…после злого романа „На ножах“ литературное творчество Лескова сразу становится яркой живописью или, скорее, иконописью, — он начинает создавать для России иконостас её святых и праведников». Основными героями произведений Лескова стали представители русского духовенства, отчасти — поместного дворянства. Разрозненные отрывки и очерки стали постепенно складываться в большой роман, в конечном итоге получивший название «Соборяне» и напечатанный в 1872 году в «Русском вестнике». Как отмечает литературный критик В. Коровин, положительных героев — протопопа Савелия Туберозова, дьякона Ахиллу Десницына и священника Захарию Бенефактова, — повествование о которых выдержано в традициях героического эпоса, «со всех сторон обступают деятели нового времени — нигилисты, мошенники, гражданские и церковные чиновники нового типа». Произведение, темой которого стало противодействие «истинного» христианства казённому, впоследствии привело писателя к конфликту с церковными и светскими властями. Оно же стало первым, «имевшим значительный успех».
Одновременно с романом писались две «хроники», созвучные по тематике и настроению основному произведению: «Старые годы в селе Плодомасове» (1869) и «Захудалый род» (полное название: «Захудалый род. Семейная хроника князей Протазановых. Из записок княжны В. Д. П.», 1873). Согласно одному из критиков, героини обеих хроник — «образцы стойкой добродетели, спокойного достоинства, высокого мужества, разумного человеколюбия». Оба эти произведения оставляли ощущение незаконченности. Впоследствии выяснилось, что вторая часть хроники, в которой (согласно В. Коровину) «язвительно изображались мистицизм и ханжество конца александровского царствования и утверждалась социальная невоплощённость в русской жизни христианства», вызвала недовольство М. Каткова. Лесков, разойдясь во мнениях с издателем, «не стал дописывать роман». «Катков… во время печатания „Захудалого рода“ сказал (сотруднику „Русского вестника“) Воскобойникову: Мы ошибаемся: этот человек не наш!» — позже утверждал писатель.

#### «Левша»
Одним из самых ярких образов в галерее лесковских «праведников» стал Левша («Сказ о тульском косом Левше и о стальной блохе», 1881). Впоследствии критики отмечали здесь, с одной стороны, виртуозность воплощения лесковского «сказа», насыщенного игрой слов и оригинальными неологизмами (нередко с насмешливым, сатирическим подтекстом), с другой — многослойность повествования, присутствие двух точек зрения: «где рассказчик постоянно проводит одни взгляды, а автор склоняет читателя к совсем иным, часто противоположным». Об этом «коварстве» собственного стиля сам Н. С. Лесков писал:

Ещё несколько лиц поддержали, что в моих рассказах действительно трудно различать между добром и злом, и что даже порою будто совсем не разберешь, кто вредит делу и кто ему помогает. Это относили к некоторому врождённому коварству моей натуры.

Как отмечал критик Б. Я. Бухштаб, такое «коварство» проявилось прежде всего в описании действий атамана Платова, с точки зрения героя — почти героических, но автором скрыто высмеивающихся. «Левша» подвергся сокрушительной критике с обеих сторон. Согласно Б. Я. Бухштабу либералы и демократы («левые») обвинили Лескова в национализме, реакционеры («правые») сочли чрезмерно мрачным изображение жизни русского народа. Н. С. Лесков ответил, что «принизить русский народ или польстить ему» никак не входило в его намерения.
При публикации в «Руси», а также в отдельном издании повесть сопровождалась предисловием:

Я не могу сказать, где именно родилась первая заводка баснословия о стальной блохе, то есть завелась ли она в Туле, на Ижме или в Сестрорецке, но, очевидно, она пошла из одного из этих мест. Во всяком случае сказ о стальной блохе есть специально оружейничья легенда, и она выражает собою гордость русских мастеров ружейного дела. В ней изображается борьба наших мастеров с английскими мастерами, из которой наши вышли победоносно и англичан совершенно посрамили и унизили. Здесь же выясняется некоторая секретная причина военных неудач в Крыму. Я записал эту легенду в Сестрорецке по тамошнему сказу от старого оружейника, тульского выходца, переселившегося на Сестру-реку ещё в царствование императора Александра Первого.

Впоследствии оно было исключено автором, так как критика восприняла его буквально и сочла «Левшу» просто записью старинной легенды.

#### 1872—1874 годы
В 1872 году была написана, а год спустя опубликована повесть Н. С. Лескова «Запечатленный ангел», повествовавшая о чуде, приведшем раскольничью общину к единению с православием. В произведении, где есть отзвуки древнерусских «хождений» и сказаний о чудотворных иконах и впоследствии признанном одним из лучших вещей писателя, лесковский «сказ» получил наиболее сильное и выразительное воплощение. «Запечатленный ангел» оказался практически единственным произведением писателя, не подвергшимся редакторской правке «Русского Вестника», потому что, как замечал писатель, «прошёл за их недосугом в тенях».
В том же году вышла повесть «Очарованный странник», произведение свободных форм, не имевшее законченного сюжета, построенное на сплетении разрозненных сюжетных линий. Лесков считал, что такой жанр должен заменить собой то, что принято было считать традиционным современным романом. Впоследствии отмечалось, что образ героя Ивана Флягина напоминает былинного Илью Муромца и символизирует «физическую и нравственную стойкость русского народа среди выпадающих на его долю страданий». Несмотря на то, что в «Очарованном страннике» критиковалась бесчестность властей, повесть имела успех в официальных сферах и даже при дворе.
Если до тех пор произведения Лескова редактировались, то это было просто отвергнуто, и писателю пришлось публиковать его в разных номерах газеты. Не только Катков, но и «левые» критики враждебно восприняли повесть. В частности, критик Н. К. Михайловский указывал на «отсутствие какого бы то ни было центра», так что, по его словам, есть «…целый ряд фабул, нанизанных как бусы на нитку, и каждая бусинка сама по себе и может быть очень удобно вынута и заменена другою, а можно и ещё сколько угодно бусин нанизать на ту же нитку».
После разрыва с Катковым материальное положение писателя (к этому времени женившегося вторично) ухудшилось. В январе 1874 года Н. С. Лесков был назначен членом особого отдела Учёного комитета министерства народного просвещения по рассмотрению книг, издаваемых для народа, с очень скромным окладом в 1000 рублей в год. В обязанности Лескова входило рецензирование книг на предмет, можно ли отправлять их в библиотеки и читальни. В 1875 году он ненадолго выехал за границу, не прекращая литературную работу.

#### «Праведники»
Создание галереи ярких положительных персонажей было продолжено писателем в сборнике рассказов, вышедшем под общим названием «Праведники» («Фигура», «Человек на часах», «Очарованный странник», «Несмертельный Голован» и др., 1872—1889). Как отмечали впоследствии критики, лесковских праведников объединяют «прямодушие, бесстрашие, обострённая совестливость, неспособность примириться со злом». Заранее отвечая критикам на обвинения в некоторой идеализированности своих персонажей, Лесков утверждал, что его рассказы о «праведниках» носят большей частью характер воспоминаний (в частности, что о Головане ему рассказала бабушка, и т. д.), старался придать повествованию фон исторической достоверности, вводя в сюжет описания реально существовавших людей.
Как отмечали исследователи, некоторые свидетельства очевидцев, на которые ссылался писатель, являлись подлинными, другие были его же художественным вымыслом. Нередко Лесков обрабатывал старые рукописи и воспоминания. К примеру, в рассказе «Несмертельный Голован» использован «Прохладный вертоград» — лечебник XVII века. В 1884 году в письме в редакцию газеты «Варшавский дневник» он писал:

В статьях вашей газеты сказано, что я большею частью списывал живые лица и передавал действительные истории. Кто бы ни был автор этих статей, он совершенно прав. У меня есть наблюдательность и, может быть, есть некоторая способность анализировать чувства и побуждения, но у меня мало фантазии. Я выдумываю тяжело и трудно, и потому я всегда нуждался в живых лицах, которые могли меня заинтересовать своим духовным содержанием. Они мною овладевали, и я старался воплощать их в рассказах, в основу которых тоже весьма часто клал действительно событие.

Согласно воспоминаниям его сына А. Н. Лескова, Лесков считал, что, создавая циклы о «русских антиках», он исполняет гоголевское завещание из «Выбранных мест из переписки с друзьями»: «Возвеличь в торжественном гимне незаметного труженика». В предисловии к первому из этих рассказов («Однодум», 1879) писатель так объяснил их появление: «Ужасно и несносно… видеть одну „дрянь“ в русской душе, ставшую главным предметом новой литературы, и… пошёл я искать праведных, <…> но куда я ни обращался, <…> все отвечали мне в том роде, что праведных людей не видывали, потому что все люди грешные, а так, кое-каких хороших людей и тот и другой знавали. Я и стал это записывать».
В 1880-х годах Лесков создал также серию произведений о праведниках раннего христианства: действие этих произведений происходит в Египте и странах Ближнего Востока. Сюжеты этих повествований были, как правило, заимствованы им из «пролога» — сборника жития святых и назидательных рассказов, составленных в Византии в X—XI веках. Лесков гордился тем, что его египетские этюды «Скоморох Памфалон» и «Аза» были переведены на немецкий, причём издатели отдавали ему предпочтение перед Эберсом, автором «Дочери египетского царя».
В это же время писателем создаётся цикл произведений для детей, которые он публикует в журналах «Задушевное слово» и «Игрушечка»: «Христос в гостях у мужика», «Неразменный рубль», «Отцовский завет», «Лев старца Герасима», «Томленье духа», первоначально — «Коза», «Дурачок» и другие. В последнем журнале его охотно публиковала А. Н. Пешкова-Толиверова, ставшая в 1880—1890 гг. близкой приятельницей прозаика. Вместе с тем в творчестве писателя усилилась и сатирически-обличительная линия («Тупейный художник», «Зверь», «Пугало»): наряду с чиновниками и офицерами в числе его отрицательных героев стали всё чаще появляться священнослужители.

#### Отношение к церкви
В 1880-х годах изменилось отношение Н. С. Лескова к церкви. В 1883 году в письме Л. И. Веселитской о «Соборянах» он писал:

Теперь я не стал бы их писать, но я охотно написал бы «Записки расстриги»… Клятвы разрешать; ножи благословлять; отъём через силу освящать; браки разводить; детей закрепощать; выдавать тайны; держать языческий обычай пожирания тела и крови; прощать обиды, сделанные другому; оказывать протекции у Создателя или проклинать и делать ещё тысячи пошлостей и подлостей, фальсифицируя все заповеди и просьбы «повешенного на кресте праведника», — вот что я хотел бы показать людям… Но это небось называется «толстовство», а то, нимало не сходное с учением Христа, называется «православие»… Я не спорю, когда его называют этим именем, но оно не христианство.

На отношении Лескова к церкви сказалось влияние Льва Толстого, с которым он сблизился в конце 1880-х годов. «Я всегда с ним в согласии и на земле нет никого, кто мне был бы дороже его. Меня никогда не смущает то, чего я с ним не могу разделять: мне дорого его общее, так сказать, господствующее настроение его души и страшное проникновение его ума», — писал Лесков о Толстом в одном из писем В. Г. Черткову.
Возможно, самым заметным антицерковным произведением Лескова стала повесть «Полунощники», завершённая осенью 1890 года и напечатанная в двух последних номерах журнала «Вестник Европы» за 1891 год. Автору пришлось преодолеть немалые трудности, прежде чем его работа увидела свет. «Повесть свою буду держать в столе. Её, по нынешним временам, верно, никто и печатать не станет», — писал Н. С. Лесков Л. Н. Толстому 8 января 1891 года.
Скандал вызвал и очерк Н. С. Лескова «Поповская чехарда и приходская прихоть» (1883). Высмеиванию пороков священнослужителей был посвящён предполагавшийся цикл очерков и рассказов «Заметки неизвестного» (1884), но работа над ним была прекращена под давлением цензуры. Более того, за эти произведения Н. С. Лесков был уволен из Министерства народного просвещения. Писатель вновь оказался в духовной изоляции: «правые» теперь видели в нём опасного радикала. Литературовед Б. Я. Бухштаб отметил, что в то же время «либералы становятся особенно трусливы, — и те, кто прежде трактовал Лескова как писателя реакционного, теперь боятся печатать его произведения из-за их политической резкости».
Материальное положение Лескова было поправлено изданием в 1889—1890 годах десятитомного собрания его сочинений (позже были добавлены 11-й том и посмертно — 12-й). Издание было быстро распродано и принесло писателю значительный гонорар. Но именно с этим успехом был связан его первый сердечный приступ, случившийся на лестнице типографии, когда стало известно, что шестой том собрания (содержавший в себе произведения на церковные темы) задержан цензурой (впоследствии он был издательством переформирован).

#### Еврейская тема
Отношение писателя к евреям и еврейскому вопросу стало предметом значительных споров. Евреи являются главными героями нескольких рассказов Лескова. Сложность прозы Лескова, в особенности использование им приёма нескольких рассказчиков, требует осторожности в попытках извлечь идеологическое послание из художественной литературы и оценить, в какой степени взгляды главных героев совпадали со взглядами их создателя. Тем не менее, рассказы «Ракушанский меламед» (1878) и «Жидовская кувырколлегия» (1882) явно эксплуатируют и подкрепляют антиеврейские стереотипы. Еврейская тема занимает особое место в рамках антинигилистического романа Лескова «На ножах» (1870—1871).
В рассказе 1878 года меламед (учитель в еврейской религиозной школе) Схария разбогател благодаря своей учёности, которая «убивает дух», своей репутации благочестивого еврея, исходящей из суеверной, фанатичной приверженности еврейскому ритуалу, и своим мошенническим деловым методам. Написанный после русско-турецкой войны, этот рассказ стал откликом на возросшую в русской печати антисемитскую пропаганду, которая обвиняла в дипломатическом поражении России на Берлинском конгрессе 1878 года Бенджамина Дизраэли, изображаемого как представитель враждебного России международного еврейства. Рассказ демонстрирует иронию, амбивалентную как к меламеду, так и по отношению к русскому казаку с его грубостью и воровскими ухватками.
Рассказ 1882 года, по выражению Хью Маклина, «самое порочное, что когда-либо писал Лесков», представляет собой развёрнутый анекдот о том, как трое еврейских новобранцев в армии Николая I притворялись неспособными стрелять из ружья, как многократные избиения не смогли убедить их отказаться от своих уловок, и как их в конце концов «вылечил» умный русский солдат. Рассказ написан под впечатлениями от еврейских погромов. Собеседники рассуждают о том, что же нужно «делать» с евреями. Никто из них не предлагает предоставить евреям равноправие: «Дело было на святках после больших еврейских погромов. События эти служили повсеместно темою для живых и иногда странных разговоров на одну и ту же тему: как нам быть с евреями? Куда их выпроводить или кому подарить, или самим их на свой лад переделать?» В ответ на сетования одного из собеседников, по словам которого невозможно сделать из евреев солдат, потому что они «трусы», другой собеседник, «заслуженный военный», начинает повествование об издевательствах, которым он и его подчинённые подвергали евреев. Хотя представители других этнических групп также представлены в нелестных выражениях, рассказ подчёркивает «распространённость» еврейского обмана, описывает избиения как нечто само собой разумеющееся и ссылается на погромы начала 1880-х годов таким образом, что перекладывает вину на жертв. Рассказчик убеждён, что избиение евреев это дело хорошее и российскому государству полезное.
Эти два текста можно противопоставить рассказу «Владычный суд» (1877), в котором Лесков решительно осуждает принудительную мобилизацию еврейских детей во время правления Николая I, а несчастный еврейский герой, переплётчик, которому грозит потеря сына, к концу повествования превращается в почти святого (и новообращённого христианина). Евреи здесь представлены как жертвы, и автор выражает сочувствие к ним. Однако и здесь отношение Лескова к евреям неоднозначно: его рассказчик, безусловно, прав, критикуя манипуляции еврейской общиной правилами воинской повинности в интересах сильных и богатых мира сего, однако его риторика более яростна, чем того требует ситуация («безграничная жестокость лжи и обмана жидов, практикуемая всеми возможными способами»).
Волна погромов 1881—1882 годов сильно повлияла на Лескова, что способствовало преодолению им антисемитских представлений и изображению евреев с христианско-гуманистической позиции. «Ракушанский меламед» и «Жидовская кувырколлегия» разительно контрастируют с сочувственным обсуждением Лесковым иудейских религиозных праздников и других аспектов иудаизма в почти тридцати газетных статьях.
Известна также его брошюра «Еврей в России: Несколько замечаний по еврейскому вопросу», вышедшая без подписи, тиражом в 50 экземпляров в 1884 году и переизданная в 1919 году в Петрограде под названием «Евреи в России» с указанием фамилии автора и предисловием Юлия Гессена. Заказанная группой видных петербургских евреев, брошюра была представлена в качестве частного доклада Паленской комиссии, которой поручено разработать меры по предотвращению повторения погромов 1881 года. В этом тексте Лесков решительно защищал еврейскую общину от враждебных обвинений и призывал предоставить евреям полное равенство перед законом: «Пусть сегодня отнесется Россия к ним как мать, а не как мачеха, и они сегодня же готовы забыть все, что претерпели в своем тяжелом прошлом, и будут ей добрыми сынами». Идеи Лескова не были приняты.
Наконец, Лескову принадлежит дидактическое «Сказание о Федоре-христианине и о друге его Абраме-жидовине» 1886 года, переработанный сюжет из средневековой славянской книги «Пролог». Эта повесть, действие которой происходит в Византии IV века, содержит ясное послание о равенстве религий и необходимости строить дружеские и доверительные отношения между христианами и иудеями, что побудило Константина Победоносцева, реакционного обер-прокурора Святейшего синода, воспрепятствовать её распространению массовыми тиражами. Повесть была напечатана только один раз.

#### Последние годы жизни
В 1890-х годах Лесков в своём творчестве стал ещё более резко публицистичен, чем прежде: его рассказы и повести в последние годы жизни носили остро сатирический характер. Сам писатель о своих произведениях того времени говорил:

Мои последние произведения о русском обществе весьма жестоки. «Загон», «Зимний день», «Дама и фефёла»… Эти вещи не нравятся публике за цинизм и прямоту. Да я и не хочу нравиться публике. Пусть она хоть давится моими рассказами, да читает. Я знаю, чем понравиться ей, но я не хочу нравиться. Я хочу бичевать её и мучить.

Печатание в журнале «Русская мысль» романа «Чёртовы куклы», прототипами двух главных героев которого были Николай I и художник Карл Брюллов, было приостановлено цензурой. Не смог опубликовать Лесков и повесть «Заячий ремиз» — ни в «Русской мысли», ни в «Вестнике Европы»: она была напечатана лишь в 1917 году. Ни одно крупное позднее произведение писателя (включая произведения о «человеке без направления», такие как роман «Соколий перелёт») не было опубликовано полностью: отвергнутые цензурой главы вышли в свет уже после революции. Публикация собственных сочинений для Лескова всегда была трудным делом, а в последние годы жизни превратилась в непрестанную муку. Рассказ «Юдоль» о голоде в России в 1840 году был впервые опубликован в журнале Книжки «Недели» 1892 году.
Скончался 21 февраля [5 марта] 1895 года в Петербурге от очередного приступа астмы, мучившей его последние пять лет жизни. Похоронен на Литераторских мостках в Санкт-Петербурге.

## Отзывы современников
Современники ценили Лескова как непревзойдённого знатока русской провинциальной жизни и в этом отношении ставили его в один ряд с А. Ф. Писемским. Вместе с тем прогрессивная критика не могла простить Лескову нападок на послереформенное поколение радикалов («революционных демократов»), именуемое им нигилистами. Так, М. Е. Салтыков-Щедрин заявлял, что Лесков (Стебницкий) излишне любит жаловаться на упрёки и нападки со стороны «врагов и недоброжелателей», что он постоянно преувеличивает и даже выдумывает упреки в свой адрес, чтобы использовать их в качестве повода для «ответных» нападок на русских «нигилистов»: 
Это всё, разумеется, напраслина, потому что г-ну Стебницкому сроду никто никогда упрёков не делал, и сам г. Стебницкий это очень хорошо знает; но эти упрёки ему нужны. Нужно с чем-нибудь подойти к читателю, он и выдумал эти упрёки. <…> Нигилизм для него — это поэма всей его жизни, это нечто вроде «Потерянного рая». Ни один из его героев — ни одна Платонида, ни один Овцебык не существуют в его глазах сами для себя; всё это призраки, которые дают только повод вызвать другой, ненавистный, но вечно милый призрак: призрак нигилизма. В пользу этого призрака он жертвует всем: и запасом своей наблюдательности, и теми проблесками дарования, которые, по временам, пробиваются в его произведениях.
Л. Н. Толстой говорил о Лескове как о «самом русском из наших писателей». «Лескова русские люди признают самым русским из русских писателей и который всех глубже и шире знал русский народ таким, каков он есть», — вторит этому мнению Д. П. Святополк-Мирский (1926). Многие исследователи отмечали особое знание Лесковым русского разговорного языка и виртуозное использование этих знаний:

Как художник слова Н. С. Лесков вполне достоин встать рядом с такими творцами литературы русской, каковы Л. Толстой, Гоголь, Тургенев, Гончаров. Талант Лескова силою и красотой своей немногим уступает таланту любого из названных творцов священного писания о русской земле, а широтою охвата явлений жизни, глубиною понимания бытовых загадок её, тонким знанием великорусского языка он нередко превышает названных предшественников и соратников своих.
— Максим Горький
Основная претензия литературной критики к Лескову в те годы состояла в том, что казалось ей «чрезмерностью накладываемых красок», нарочитой выразительности речи. Это отмечали и писатели-современники: Л. Н. Толстой, высоко ценивший Лескова, упоминал в одном из писем, что в прозе писателя «… много лишнего, несоразмерного». Речь шла о сказке «Час воли Божией», которую Толстой оценил очень высоко, и о которой (в письме от 3 декабря 1890 года) говорил: «Сказка всё-таки очень хороша, но досадно, что она, если бы не излишек таланта, была бы лучше».
Лесков не собирался «исправляться» в ответ на критику. В письме В. Г. Черткову в 1888 году он писал: «Писать так просто, как Лев Николаевич, — я не умею. Этого нет в моих дарованиях. … Принимайте моё так, как я его могу делать. Я привык к отделке работ и проще работать не могу». Когда журналы «Русская мысль» и «Северный вестник» раскритиковали язык повести «Полунощники» («чрезмерная деланность», «обилие придуманных и исковерканных слов, местами нанизанных на одну фразу»), Лесков отвечал:

Меня упрекают за… «манерный» язык, особенно в «Полунощниках». Да разве у нас мало манерных людей? Вся quasi-учёная литература пишет свои учёные статьи этим варварским языком… Что же удивительного, что на нём разговаривает у меня какая-то мещанка в «Полунощниках»? У ней, по крайней мере, язык весёлый и смешной.

Индивидуализацию языка персонажей и речевые характеристики героев Н. С. Лесков считал важнейшим элементом литературного творчества.

## Личная жизнь

### Семья
В 1854 году Лесков женился на дочери киевского купца Ольге Васильевне Смирновой (1829—1909). В этом браке родились сын Дмитрий (умер в младенческом возрасте) и дочь Вера. В доме тестя Василия Елизаровича Смирнова, расположенном на Крещатике, жил друг Лескова художник И. В. Гудовский, останавливался Тарас Шевченко.
Семейная жизнь Лескова сложилась неудачно: с первого дня в семье не прекращались скандалы. В 1856 году, когда родилась дочь, было принято решение, что Ольга Васильевна с дочерью остаётся в Киеве, а Николай Семенович едет в Москву, где будет заниматься журналистикой. В 1857 Ольга Васильевна приехала в Санкт-Петербург, здесь она устраивала скандал за скандалом, выступая в роли покинутой женщины с ребёнком. Семейная драма Лескова разворачивалась на глазах редакции журнала «Русская речь», в котором работал Лесков. Окружение Лескова приняло сторону Ольги Васильевны, в итоге произошёл разрыв не только с женой, но и со всей редакцией, что привело к краху успешно начавшейся писательской карьеры. Жизненные перипетии в связи с неудачной женитьбой Лескова нашли отражение в романе «Обойденные». Ольгу Васильевну Смирнову рассматривают как прототип жены главного героя романа Нестора Игнатьевича Долинского
В 1861 году Н. С. Лесков окончательно расстался с женой, он переезжает в Санкт-Петербург, Ольга Васильевна с дочерью Верой вернулась в Киев. Позже обнаружилось, что Ольга Васильевна страдает психическим заболеванием. В 1878 году она была помещена в петербургскую больницу Св. Николая, на реке Пряжке. Главным врачом больницы был известный в своё время психиатр О. А. Чечотт, а попечителем — знаменитый доктор С. П. Боткин.
В 1865 году Лесков вступил в незарегистрированный брак с киевлянкой Екатериной Степановной Бубновой, урождённой Савицкой (1838—1901), праправнучкой киевского зодчего Ивана Григоровича-Барского. Екатерина Бубнова, имея четверых детей, давно уже не жила с мужем, Михаилом Бубновым. Она разошлась с мужем в начале 1860-х годов, но, как и Лесков, формально была несвободна. Лесков становится отчимом её детям — Николаю, Михаилу, Борису и Вере. В гражданском браке Лесков прожил 12 лет: с 1865 по 1877 год. В 1866 году у них родился сын Андрей (Дрон). В 1877 году Лесков расстался с Екатериной Степановной, вместе с детьми от первого брака она вернулась в Киев. Сын Андрей остался с отцом в Санкт-Петербурге. Последние 17 лет Лесков жил холостяком.
Сын Андрей Николаевич Лесков сделал военную карьеру, стал генералом и оставил книгу о своем отце «Жизнь Николая Лескова». Внук, Юрий Андреевич (1892—1942), стал дипломатом, вместе с женой, Еленой Александровной Лесковой, урождённой баронессой Медем, после революции осел во Франции.
Их дочь, единственная правнучка писателя, Татьяна Лескова (род. 1922) — балерина и педагог, внёсшая весомый вклад в становление и развитие бразильского балета. В 2001 и 2003 годах, посетив дом-музей Лескова в Орле, она передала в его коллекцию семейные реликвии — лицейский значок и лицейские кольца своего отца. В январе 2022 года она в возрасте 99 лет была награждена медалью за вклад в развитие балета в Бразилии. Указ о награждении Татьяны Лесковой подписал лично президент страны Жаир Болсонару. «Татьяна Юрьевна как хранительница классической традиции русской балетной школы внесла значительный вклад в становление в Бразилии танцевального искусства. Несмотря на свой почтенный возраст, она продолжает активно участвовать в жизни русской общины в Рио-де-Жанейро, остается важной фигурой в объединении соотечественников», — отметил генконсул РФ в Рио-де-Жанейро.
Лесков заботился о приёмной дочери Варе Долиной, в завещании она была уравнена в правах с его собственными детьми Верой и Андреем. Пасынок Николай Михайлович Бубнов, ставший известным историком, в своих мемуарах «Сквозь череду потерь» отметил благотворное влияние на его воспитание жизни в семье Н. С. Лескова.

### Вегетарианство
Вегетарианство оказало влияние на жизнь и творчество писателя, в особенности с момента его знакомства с Львом Николаевичем Толстым в апреле 1887 года в Москве. В письме к издателю газеты «Новое время» А. С. Суворину Лесков писал: «К вегетарианству я перешёл по совету Бертенсона; но, конечно, при собственном моём к этому влечению. Я всегда возмущался [бойнею] и думал, что это не должно быть так».
В 1889 году в газете «Новое время» была опубликована заметка Лескова под названием «О вегетарианцах, или сердобольниках и мясопустах», в которой писатель охарактеризовал тех вегетарианцев, которые не едят мяса из «гигиенических соображений», и противопоставил им «сердобольников» — тех, кто следует вегетарианству из «своего чувства жалости». В народе уважают только «сердобольников», — писал Лесков, — которые не едят мясной пищи не потому, что считают её нездоровой, а из жалости к убиваемым животным.
История вегетарианской поваренной книги в России начинается с призыва Н. С. Лескова создать такую книгу на русском языке. Этот призыв писателя был опубликован в июне 1892 года в газете «Новое время» под названием: «О необходимости издания на русском языке хорошо составленной обстоятельной кухонной книги для вегетарианцев». Необходимость издания подобной книги Лесков аргументировал «значительным» и «постоянно увеличивающимся» числом вегетарианцев в России, которые, к сожалению, до сих пор не имеют книг с вегетарианскими рецептами на родном языке.
Призыв Лескова вызвал в русской прессе многочисленные насмешливые реплики, а критик В. П. Буренин в одном из своих фельетонов создал пародию на Лескова, называя его «благолживым Аввой». Отвечая на подобного рода нападки, Лесков пишет о том, что «нелепость» не есть плоти животных «выдумана» задолго до Вл. Соловьёва и Л. Н. Толстого, и ссылается не только на «огромное количество» неизвестных вегетарианцев, но и на имена, известные всем, такие как Зороастр, Сакия-Муни, Ксенократ, Пифагор, Эмпедокл, Сократ, Эпикур, Платон, Сенека, Овидий, Ювенал, Иоанн Златоуст, Байрон, Ламартин и многие другие.
Год спустя после призыва Лескова в России была издана первая вегетарианская поваренная книга на русском языке. Она называлась "Вегетарианская кухня. Наставление к приготовлению более 800 блюд, хлебов и напитков для безубойного питания со вступительной статьёй о значении вегетарианства и с приготовлением обедов в 3 разряда на 2 недели. Составлена по иностранным и русским источникам. — М.: Посредник, 1894. XXXVI, 181 с. (Для интеллигентных читателей, 27).
Травля и насмешки со стороны прессы не запугали Лескова: он продолжал печатать заметки о вегетарианстве и неоднократно обращался к этому явлению культурной жизни России в своих произведениях.
Николай Семёнович Лесков — создатель первого в русской литературе персонажа-вегетарианца (рассказ «Фигура», 1889 год). К различным аспектам вегетарианства, к вопросам этики пищи и защиты животных Лесков обращается и в других своих произведениях, таких как рассказ «Грабёж» (1887 год), где описывается убой молодых бычков богатым мясником, который, стоя с ножом в руках, слушает соловьиные трели.
Позднее в творчестве Лескова появляются и другие персонажи-вегетарианцы: в рассказе «Полунощники» (1890) — девушка Настя, последовательница Толстого и строгая вегетарианка, а в повести «Соляный столб» (1891—1895) — живописец Плисов, который, повествуя о себе и своём окружении, сообщает, что они «не ели ни мяса, ни рыбы, а питались одною растительною пищею» и находили, что это для них и их детей предостаточно.

### Круг интересов
Писатель испытывал живой интерес к творчеству русского художника Николая Ге. В письме дочери Льва Толстого, Татьяне, Николай Лесков писал, что полотна Николая Ге дают «толчок мысли». Его последняя картина «Распятие», по мнению Лескова, помимо воли автора, наводит на сопоставления рассказов евангелистов Матфея и Марка с рассказом Луки. У первых двух Христос оставлен всеми и оба разбойника поносят его на кресте. Именно так это, с точки зрения Лескова, и должно было происходить Распятие: «Кто понимает жизнь, того это смутить не может, и это только усиливает дело Христово». Писатель добавлял: «Я это вижу на картине Ге, но он это изъяснял не так». Лесков просил, если будет такая возможность, воспроизвести рисунки Ге к «Распятию» и предоставить ему. «Я очень ими интересуюсь и уплачу всякие расходы, чтобы иметь эти рисунки», — писал Сухотиной-Толстой Николай Лесков.
Николай Лесков неоднократно обращался к картине Николая Ге «Распятие» в своих статьях и письмах. Так в статье «Добавки праздничных историй. III. Сретение», опубликованной в 1895 году в «Петербургской газете», он утверждал, что Разбойник в этой картине написан художником в соответствии с Евангелиями от Матфея и Марка, а вовсе не по Евангелию от Луки. Комментатор научного издания добавляет к данному фрагменту текста писателя, что, по утверждению мемуаристки Лидии Веселитской (опубликовавшей воспоминания о русских писателях под псевдонимом «Микулич»), Лесков постоянно обращался к этой картине, купил «много снимков с неё и рассылал их всем своим знакомым». Например, в письме к Веселитской от 6 апреля 1894 года Лесков писал, что у него в гостях был художественный критик Михаил Протопопов, которому писатель подарил фотографию картины Ге.

## Произведения
- Некуда (1864)
- Обойдённые (1865)
- На ножах (1870)
- Соборяне (1872)
- Захудалый род (1874)
- Чёртовы куклы (1890)

- Житие одной бабы (1863)
- Леди Макбет Мценского уезда (1864)
- Воительница (1866)
- Островитяне (1866)
- Старые годы в селе Плодомасове (1869)
- Смех и горе (1871)
- Запечатленный ангел (1872)
- Очарованный странник (1873)
- Детские годы (1874)
- Некрещёный поп (1877)
- Левша (1881)
- Печерские антики (1882)
- Оскорблённая Нетэта (1890)
- Полунощники (1891)
- Заячий ремиз (1894)

- Праведники (1873—1887)
  - Очарованный странник (повесть, 1873)
  - Пигмей (1876)
  - Однодум (1879)
  - Шерамур (1879)
  - Кадетский монастырь (1880)
  - Русский демократ в Польше (1880)
  - Несмертельный Голован (1880)
  - Левша (повесть, 1881)
  - Человек на часах (1887)
  - Инженеры-бессребреники (1887)
- Христианские легенды (цикл повестей и рассказов , 1886—1891)
  - Сказание о Фёдоре-христианине и друге его Абраме-жидовине (1886)
  - Скоморох Памфалон (1887) (первоначальное заглавие «Боголюбезный скоморох» не было пропущено цензурой)
  - Лев старца Герасима (1888)
  - Легенда о совестном Даниле (1888)
  - Гора (1888)
  - Прекрасная Аза (1888)
  - Аскалонский злодей (1889)
  - Повесть о богоугодном дровоколе (1890)
  - Невинный Пруденций (1891)
- Заметки неизвестного (цикл рассказов, 1884)
  - Искусный ответчик
  - Как нехорошо осуждать слабости
  - Излишняя материнская нежность
  - Чужеземные обычаи только с разумением применять можно
  - Особы духовного происхождения и в светском быту иначе уважаются
  - Женское стремление к пониманию причиняет напрасные беспокойства
  - Скорость потребна блох ловить, а в делах нужно осмотрение
  - О вреде от чтения светских книг, бываемом для многих
  - Надлежит не осуждать проступков, не зная руководивших им соображений
  - Счастливому остроумию и непозволительная вольность прощается
  - О безумии одного князя
  - Удивительный случай всеобщего недоумения
  - Стойкость, до конца выдержанная, обезоруживает и спасает
  - Об иностранном предиканте
  - О новом золоте
  - Стесненная ограниченность аглицкого искусства
  - О слабости чувств и о напряженности оных (Двоякий приклад от познаний и наблюдения)
  - Острых вещей в дар предлагать не следует
  - Остановление растущего языка
  - Преусиленное стеснение в темное время противное производит
  - О петухе и о его детях. Геральдический казус
  - Простое средство
- Святочные рассказы (цикл рассказов, 1881—1889)
  - Дух госпожи Жанлис (1881)
  - Привидение в инженерном замке (1882)
  - Путешествие с нигилистом (1882)
  - Штопальщик (1882)
  - Жидовская кувырколегия (1882)
  - Обман (1883)
  - Маленькая ошибка (1883)
  - Неразменный рубль (1883)
  - Отборное зерно (1884)
  - Старый гений (1884)
  - Жемчужное ожерелье (1885)
  - Зверь (1886)
  - Пугало (1885)
  - Фигура (1889)
- Рассказы кстати (цикл рассказов, 1884—1888)
  - Совместители (1884)
  - Александрит (1884)
  - Старинные психопаты (1885)
  - Интересные мужчины (1885)
  - Таинственные предвестия (1885)
  - Загадочное происшествие в сумасшедшем доме (1884)
  - Умершее сословие (1888)

- Овцебык (1862)
- Павлин (1874)
- На краю света (1875), основана на подлинном случае миссионерской деятельности архиепископа Нила.
- Владычный суд (рассказ) (1876)
- Железная воля (рассказ)[70] (1876)
- Бесстыдник (1877)
- Чертогон (рассказ) (1879)
- Белый орёл (1880)
- Епархиальный суд (1880)
- Тупейный художник (1883)
- Грабёж (1887)
- Колыванский муж (1888)
- Час воли Божией (Сказка) (1890)
- Пустоплясы (1892)
- Юдоль (1892)
- Административная грация (1893)
- Зимний день (1894)
- Дама и фефёла (1894)

- Расточитель (1867)

## Адаптации

### Экранизации
- 1923 — «Комедиантка» (режиссёр — Александр Ивановский) — по рассказу «Тупейный художник»
- 1926 — «Катерина Измайлова» (режиссёр — Чеслав Сабинский) — по мотивам повести «Леди Макбет Мценского уезда»
- 1927 — «Победа женщины» (режиссёр — Юрий Желябужский) — по мотивам повести «Старые годы в селе Плодомасове»
- 1962 — «Сибирская леди Макбет» (режиссёр — Анджей Вайда) — на основе повести «Леди Макбет Мценского уезда» и оперы Дмитрия Шостаковича
- 1963 — «Очарованный странник» (режиссёр — Иван Ермаков) — телеспектакль по мотивам повести «Очарованный странник»
- 1964 — «Левша» (режиссёр — Иван Иванов-Вано) — мультфильм по одноимённому сказу
- 1966 — «Катерина Измайлова» (режиссёр — Михаил Шапиро) — экранизация оперы Дмитрия Шостаковича «Леди Макбет Мценского уезда»
- 1972 — «Драма из старинной жизни» (режиссёр — Илья Авербах) — по рассказу «Тупейный художник»
- 1986 — «Левша» (режиссёр — Сергей Овчаров) — по одноимённому сказу
- 1986 — «Воительница» (режиссёр — Александр Зельдович) — по мотивам повести «Воительница»
- 1989 — «Леди Макбет Мценского уезда» (режиссёр — Роман Балаян) — по мотивам повести «Леди Макбет Мценского уезда»
- 1990 — «Очарованный странник» (режиссёр — Ирина Поплавская) — по мотивам повести «Очарованный странник»
- 1991 — «Господи, услыши молитву мою» (в телеверсии «Просите, и будет вам», режиссёр — Наталья Бондарчук) — по рассказу «Зверь»
- 1992 — «Леди Макбет Мценского уезда» (нем. Lady Macbeth von Mzensk, режиссёр — Петр Вейгл) — экранизация оперы Дмитрия Шостаковича
- 1994 — «Подмосковные вечера» (режиссёр — Валерий Тодоровский) — современная интерпретация повести «Леди Макбет Мценского уезда»
- 1998 — «На ножах» (режиссёр — Александр Орлов) — мини-сериал по мотивам романа «На ножах»
- 2001 — «Интересные мужчины» (режиссёр — Юрий Кара) — по рассказу «Интересные мужчины»
- 2005 — «Чертогон» (режиссёр — Андрей Железняков) — короткометражный фильм по рассказу «Чертогон»
- 2016 — «Леди Макбет» (режиссёр — Уильям Олдройд) — британский драматический фильм, основанный на очерке «Леди Макбет Мценского уезда»

### Музыкальные произведения
Композитор Дмитрий Шостакович по повести Лескова «Леди Макбет Мценского уезда» создал одноимённую оперу, первая постановка которой состоялась в 1934 году.
В 1988 году Родион Щедрин по мотивам той же повести создал одноимённую музыкальную драму в девяти частях для смешанного хора а капелла.

## Адреса в Санкт-Петербурге
- осень 1859 — май 1860 года — квартира И. В. Вернадского в доходном доме Н. А. Худекова — Моховая улица, 28[71];
- конец января — лето 1861 года — квартира И. В. Вернадского в доходном доме Н. А. Худекова — Моховая улица, 28;
- начало — сентябрь 1862 года — квартира И. В. Вернадского в доходном доме Н. А. Худекова — Моховая улица, 28;
- март — осень 1863 года — дом Максимовича — Невский проспект, 82, кв. 82;
- осень 1863 — осень 1864 года — доходный дом Тацки — Литейный проспект, 43;
- осень 1864 — осень 1866 года — Кузнечный переулок, 14, кв. 16;
- осень 1866 — начало октября 1875 года — верхний этаж трёхэтажного особняка — Таврическая улица, 9;
- начало октября 1875 года — 1877 год — доходный дом И. О. Рубана — Захарьевская улица, 3, кв. 19;
- 1877 год — доходный дом И. С. Семёнова — Кузнечный переулок, 15;
- 1877 год — весна 1879 года — доходный дом — Невский проспект, 63;
- весна 1879 — весна 1880 года — дворовый флигель доходного дома А. Д. Мурузи — Литейный проспект, 24, кв. 44;
- весна 1880 года — осень 1887 года — доходный дом — Серпуховская улица, 56;
- осень 1889 года — 21 февраля 1895 года — здание Общины сестёр милосердия — Фурштатская улица, 50, кв. 8 (установлена памятная доска, 1981)[72]

## Наследие и память
Всплеск интереса к творчеству Лескова и переоценка его места в русской литературе относятся к годам предреволюционного модернизма. В это время Лесков становится модным автором, а Игорь Северянин даже провозглашает его «прозёванным гением». А. М. Ремизов, зачитывавшийся рассказами и повестями Лескова, ставил его «на первое место в литературе» и впоследствии приобрёл репутацию Лескова XX века. Е. Замятин также «из русских классиков облюбовал Лескова — и затейливый бытовой сказ Лескова заполнил своею, книжной иронией». Особенно импонировал интерес Лескова к глухим сторонам уездной жизни, к полузабытым традициям провинциальной духовности (старообрядческие секты). Велико значение экспериментов Лескова с техникой сказа для формирования орнаментального сказа — одного из основных приёмов модернистов 1920-х гг.  Вместе с тем Набоков относил Лескова к авторам второго ряда и призывал «держаться подальше от овсяной каши из Гончарова-Аксакова-Салтыкова-Лескова».
После революции 1917 года Лесков был объявлен «реакционным, буржуазно-настроенным писателем», и произведения его на долгие годы были преданы забвению. Во время короткой хрущёвской оттепели советские читатели наконец получили возможность вновь соприкоснуться с творчеством Лескова — в 1956—1958 годах было издано 11-томное собрание сочинений писателя, которое, однако, не является полным: по идеологическим причинам в него не был включён наиболее резкий по тону антинигилистический роман «На ножах», а публицистика и письма представлены в очень ограниченном объёме (тома 10—11). В годы застоя предпринимались попытки издавать короткие собрания сочинений и отдельные тома с произведениями Лескова, которые не охватывали области творчества писателя, связанной с религиозной и антинигилистической тематикой (хроника «Соборяне», роман «Некуда»), и которые снабжались обширными тенденциозными комментариями. В 1989 году первое собрание сочинений Лескова — также в 12 томах — было переиздано в «Библиотеке „Огонька“».
Андрей Николаевич Лесков (сын писателя) на протяжении долгих лет работал над биографией отца, закончив её ещё до Великой Отечественной войны. Эта работа вышла в свет в 1954 году.
В 1974 году в Орле на территории литературного заповедника открыт дом-музей Н. С. Лескова. К 150-летию со дня рождения писателя в том же городе установлен памятник Лескову.
Американский литературовед Хенрик Баран писал, что Николай Лесков был одним из важнейших российских прозаиков. «Мастер короткого рассказа, он был известен своей утончённой манерой повествования, стилистической виртуозностью и разнообразием сюжетов и персонажей, которых он представлял, часто взятых из малоизвестной социальной и этнической среды».
В честь Николая Лескова названы улицы во многих городах России, в том числе:
- улица Лескова в районе Бибирево (Москва),
- улица Лескова в Киеве (Украина) (с 1940 года, ранее — Большая Шияновская улица; место действия событий, описанных в «Печерских антиках»),
- улица Лескова в Ростове-на-Дону
- улица Лескова и переулок Лескова в Орле,
- улица Лескова и два проезда Лескова в Пензе,
- улица Лескова в Ярославле,
- улица Лескова во Владимире,
- улица Лескова в Новосибирске,
- улица Лескова в Нижнем Новгороде,
- улица Лескова и переулок Лескова в Воронеже,
- улица Лескова в Саранске (до 1959 года улица Новая),
- улица Лескова в Грозном,
- улица Лескова в Омске (до 1962 года улица Моторная),
- улица Лескова в Челябинске,
- улица Лескова в Иркутске
- улица Лескова в Николаеве (Украина),
- улица Лескова в Алматы (Казахстан),
- улица Лескова в Качканаре,
- улица Лескова в Сорочинске
- улица и переулок Лескова в Хмельницком (Украина)
- улица Лескова в Симферополе
- улица Лескова в Добрянке

- В городе Орле имя Лескова носит школа № 27.
- Гостомльская школа Кромского района Орловской области носит имя Лескова. Рядом со зданием школы находится дом-музей, посвящённый Лескову.
- Творческое общество «К. Р. О. М. А.» (Кромское Районное Объединение Местных Авторов), созданное в Кромском районе Орловской области в январе 2007 года Василием Ивановичем Агошковым, носит имя Н. С. Лескова.
- В честь Н. С. Лескова назван астероид (4741) Лесков, открытый 10 ноября 1985 года сотрудником Крымской астрофизической обсерватории Людмилой Карачкиной[81]

- Почтовые марки СССР
- 1956 год, номинал 40 коп.
- 1956 год, номинал 1 руб.